# Ciska Feekes
Francisca Feekes (Batavia, 28 juni 1936 − Groningen, 31 december 2016) was een Nederlands biologe en publiciste.

## Biografie
Feekes was een dochter van bioloog dr. Franciscus Henri Feekes (1901-1994) en Christina Elisabeth Carrière (1903-1991). Ze werd geboren in Nederlands-Indië en bracht de oorlogsjaren in jappenkampen door. Ze studeerde, na het behalen van het Gymnasium B-diploma te Baarn, cum laude af in de biologie aan de Rijksuniversiteit Groningen; in 1971 promoveerde zij daar op "Irrelevant" ground pecking in agonistic situations in Burmese Red Junglefowl. Vervolgens deed ze onderzoek in Suriname in opdracht van de Stichting voor Wetenschappelijk Onderzoek in de Tropen. Daarna was ze verbonden aan Diergaarde Blijdorp en het Noorder Dierenpark waar zij onder andere meewerkte aan exposities. Later gaf ze les aan de Volkuniversiteit Groningen en begeleidde als biologe georganiseerde reizen.
In 2012 publiceerde Feekes haar herinneringen aan haar Indische jeugd, haar kampjaren en de tijden van de Indonesische onafhankelijkheidsstrijd, die ook als luisterboek werden uitgebracht.
Dr. F. Feekes overleed op de laatste dag van 2016 op 80-jarige leeftijd.